# FERT
Pour les articles homonymes, voir Fert (homonymie).

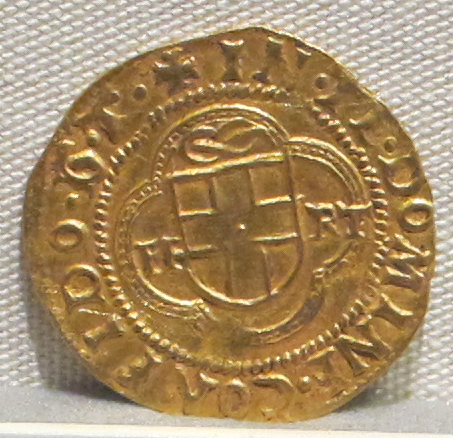
Ducat de Charles le Bon portant la devise FERT de part et d'autre de l'écu de Savoie (début du XVI).

FERT, ou « FERT, FERT, FERT », dans sa forme longue, est la devise de la maison de Savoie, qui aurait été adoptée sous le règne d’Amédée VI, comte de Savoie, d’Aoste, et de Maurienne, dit le « Comte Vert ».
Elle apparaît de façon officielle dans les armoiries et sur les pièces de monnaie du royaume de Sardaigne (1720-1861), puis sur celles du royaume d’Italie (1861-1946).

## Origine et significations
La devise apparaîtrait pour la première fois sur le collier de l’ordre du Collier, ordre de chevalerie fondé par le comte Amédée VI en 1364, et devenu sous Charles II (1486-1553) l’ordre de la Très Sainte Annonciade.
Toutefois, la première mention du motto « FERT » n'est attestée qu'après 1382. Puisque ni Amédée VI, ni Victor-Amédée II, ni Charles le Bon n’ont fait clairement apparaître une quelconque explication dans les documents officiels qui émanaient de leurs chancelleries, de nombreuses interprétations de la devise ont été faites tout au long des siècles. D’après certains chercheurs, il serait impossible d’établir le sens originel de celle-ci de nos jours.
Les interprétations les plus célèbres sont les suivantes :
- la plus connue est celle du sigle FERT reprenant la locution latine Fortitudo Eius Rhodum Tenuit, c’est-à-dire Par son courage il conquit Rhodes. Cette version, rapportée par l’écrivain italien Francesco Sansovino et certaines chroniques manuscrites, se réfère à un épisode légendaire selon lequel un Amédée de Savoie se serait rendu à Rhodes afin de la libérer d’un siège opéré par les Turcs ; il en aurait été le vainqueur. Les chroniques attribuent l’entreprise à Amédée IV ou bien Amédée V, qu’elles rendent également vainqueur d’un fait-d’armes à Saint-Jean-d’Acre. En réalité, l’île du Dodécanèse, une fois reprise aux Byzantins, passe aux chevaliers hospitaliers deux siècles après les événements, et, de même, aucun comte de Savoie ne semble s’être rendu à Rhodes, ce qui n’ajoute pas à cette légende un fondement historique[3]. En outre, cette entreprise n’est pas même mentionnée dans les statuts originaux de l’ordre du Collier ; or, une telle victoire aurait sans doute dû faire l’objet d’un signalement si elle s’était produite[4]. Cette interprétation est décrite comme étant la plus courante, y compris par l’Enciclopedia Italiana, bien que le récit ne soit pas historique et qu’il ne s’agisse que d’élever en dignité la maison de Savoie[5] ; elle est également reprise comme étant la seule explication de la devise dans l’encyclopédie linguistique Garzanti[6] ;

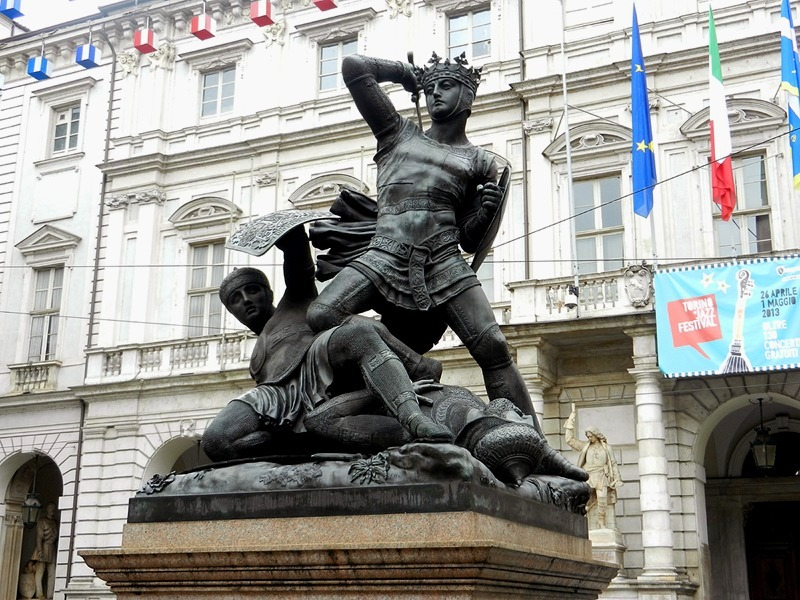
Il monumento al Conte Verde, le monument au Comte-Vert (Amédée), à Turin.

- Fert est la troisième personne du singulier de l’indicatif présent du verbe irrégulier latin ferō, fers, ferre, tulī, lātum, et signifie dans un sens large « porter ». Fert devrait alors se comprendre comme une addition à l'écu de Savoie et signifier « il porte la croix », en référence au Christ. Une autre acception du terme, avec le sens de « supporter » suggère une exhortation faite aux membres de la famille et à leurs successeurs, pour parer aux vicissitudes que subit la maison princière avec de l’esprit et de l’endurance. Cette idée est compatible avec l’esprit de l’ordre chevaleresque du Collier, dont la devise initiale est « FERT », qui, combiné avec le nœud de Savoie, indique la dévotion mariale ; les membres sont invités à supporter les épreuves par la dévotion à l'Annonciation de la Vierge ; cette thèse est soutenue par Luigi Cibrario alors que Dino Muratori fait valoir que la devise originelle n’a aucun lien avec l’ordre et aurait pu être bien antérieure à celui-ci, même si elle y a toujours été liée[7] ;
- pour Padiglione, l’explication est sensiblement différente puisqu’il considère que « FERT n’a pas eu d’autre signification que Fortitudo, [c’est-à-dire] la Fortezza [en français, fortitude], FERT étant la forme abrégée de Fertè, un ancien mot qui signifie Forteresse (sic), dans le langage archaïque parlé à l’époque, et veut dire aujourd’hui Fermeté (sic), c’est-à-dire Fortezza »[8] ;
- une autre théorie ramène l’adoption de la devise à un tournoi organisé à Chambéry auquel Amédée VI aurait assisté avec ses chevaliers, portant « la devise d’un collier qui a été utilisée pour des courses de lévriers de chasse, avec pour inscription Fert en lettres d’or »[9].

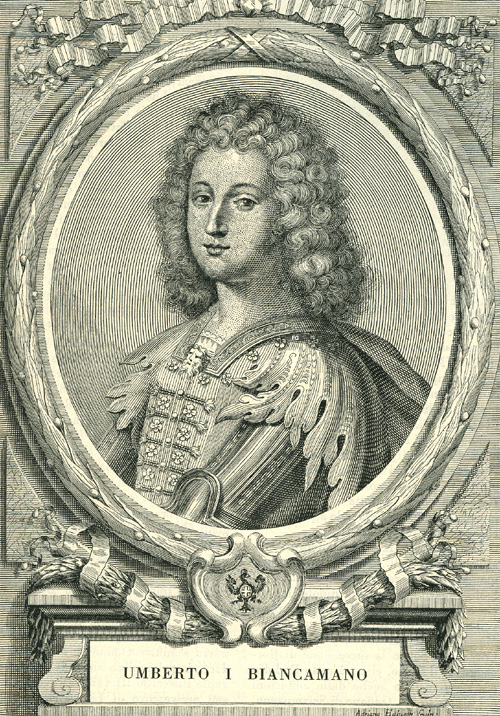
Portrait de Humbert aux Blanches Mains.

D’autres interprétations font de FERT un acronyme de :
- Fortitudo Et Robur Taurinensis (Force et robustesse turinoise). Toutefois, le défaut de cet acronyme est que les termes fortitudo et robur (le chêne en français, qui, par excellence, est symbole de force ou d’endurance) sont presque synonymes. La référence à Turin atteste en outre la fixation définitive de la maison de Savoie dans la cité (les origines familiales se trouvant à l’origine au-delà des Alpes) ;
- Fors Eius Romam Tenuabit (Sa propre force détruira Rome). Cet acronyme peut faire référence à un incident survenu au début de l’anoblissement de la maison de Savoie, et en particulier lorsque le légendaire Humbert aux Blanches Mains (Umberto Biancamano) a été contraint de recevoir l’investiture féodale des mains de l’empereur du Saint-Empire romain germanique, à la suite du refus du Saint-Siège. Il s’agit d’une interprétation formulée par quelques chercheurs spécialistes de cette famille italienne ; toutefois, cette devise est le patronage d’une puissante loge maçonnique anticléricale encore active ;
- Foedere Et Religione Tenemur (Que la paix et la religion nous lient) ;
- Fides Est Regni Tutela (La foi est la protection du royaume).

Les deux dernières hypothèses, selon lesquelles les Savoie se déclareraient clairement partisans de la religion catholique et romaine, font clairement référence à la théorie de la puissance terrestre du souverain provenant de la volonté divine.
Un autre acronyme pourrait provenir de la devise Frappez, entrez, rompez tout (en français).
D’autres admettent que la devise provient d’une référence à une pièce de monnaie, le ferto.
Une interprétation, issue la locution Foemina Erit Ruina Tua (La femme sera ta ruine), est devenue populaire, bien que ses fondements soient satiriques. En développant cette explication de l’acronyme, un anonyme turinois, Pasquin, fait sans doute référence au mariage morganatique du roi Victor-Amédée II, veuf de la princesse Anne d’Orléans, avec Anna Carlotta Teresa Canalis de Cumiana (en), veuve du comte Novarina, et devenue marquise di Spigno.

## Galerie

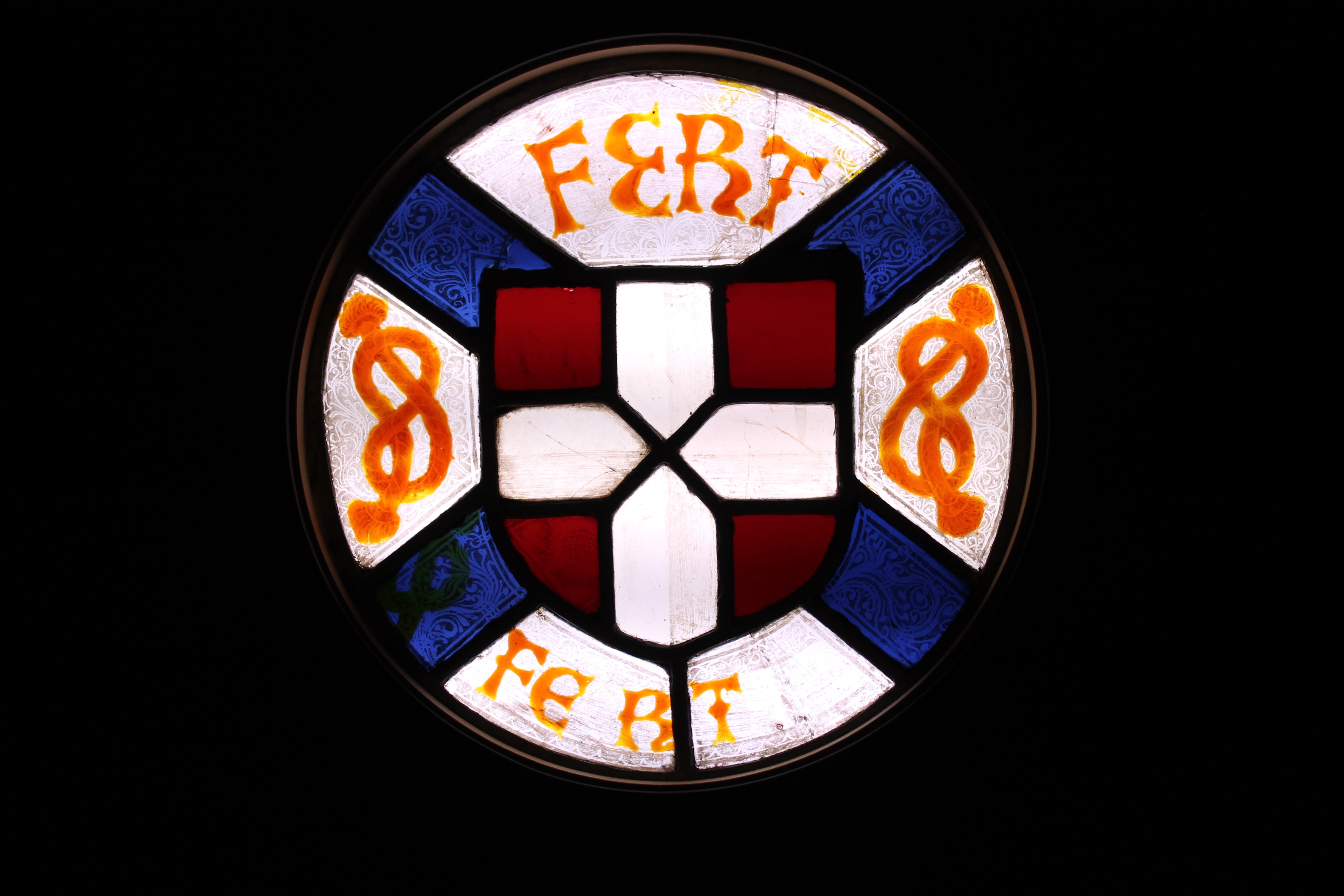
Vitrail aux armes d’Amédée VIII, réalisé par le verrier suisse Janin Loysel (verre et plomb, collection privée, déposée à la Fondation du château de Ripaille). Au centre, les armes de la maison de Savoie — de gueule à la croix d’argent, entourées de deux nœuds ou lacs d’amour et de la devise FERT de la famille.
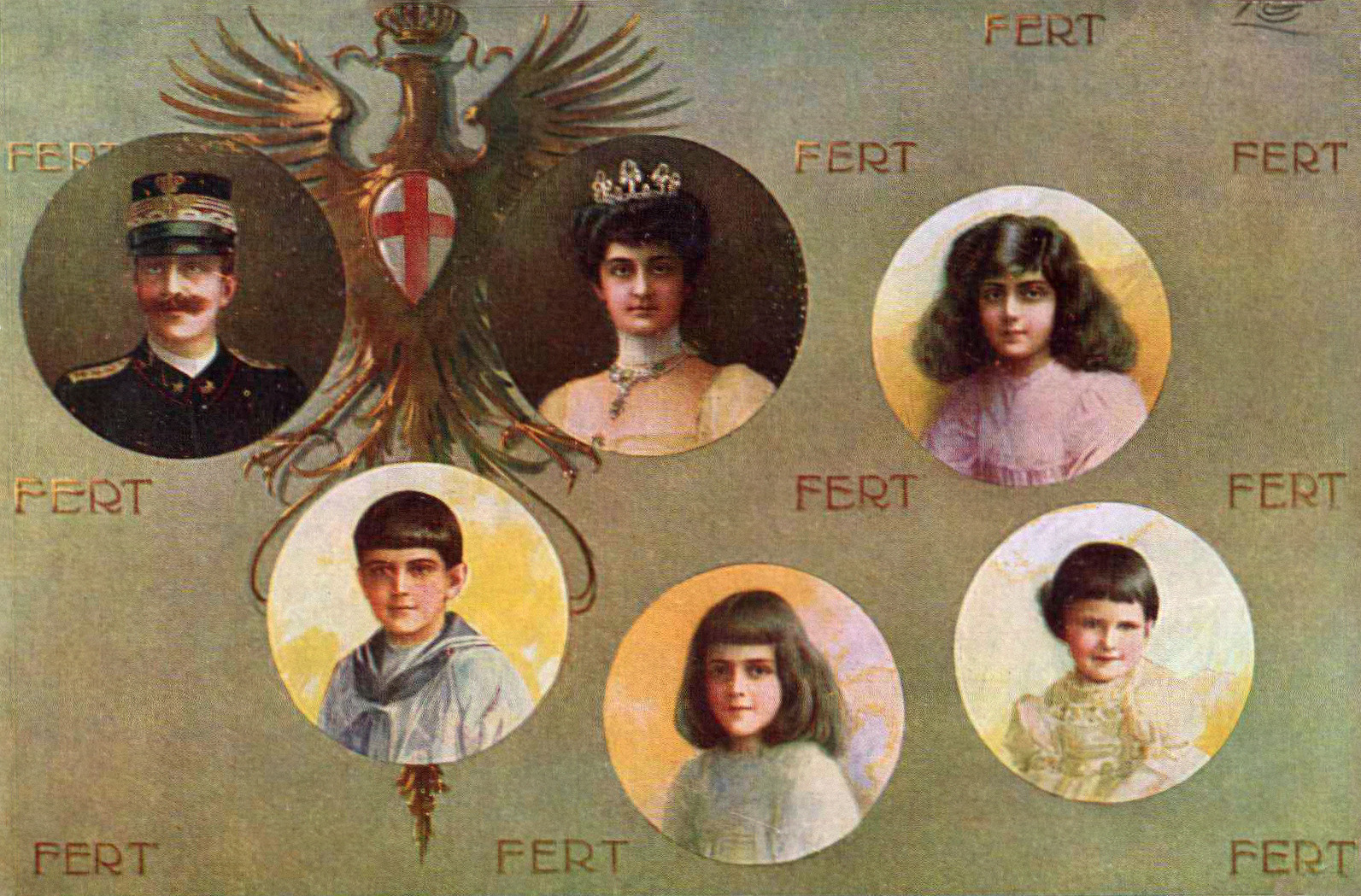
Le roi Victor-Emmanuel III et sa famille sur une carte postale de 1915, dans laquelle le fond se compose de la devise FERT reproduite à plusieurs reprises.
Drapeau du Royaume albanais durant l’occupation italienne (1939-1944), comportant la devise FERT.